# Grotte de Denisova

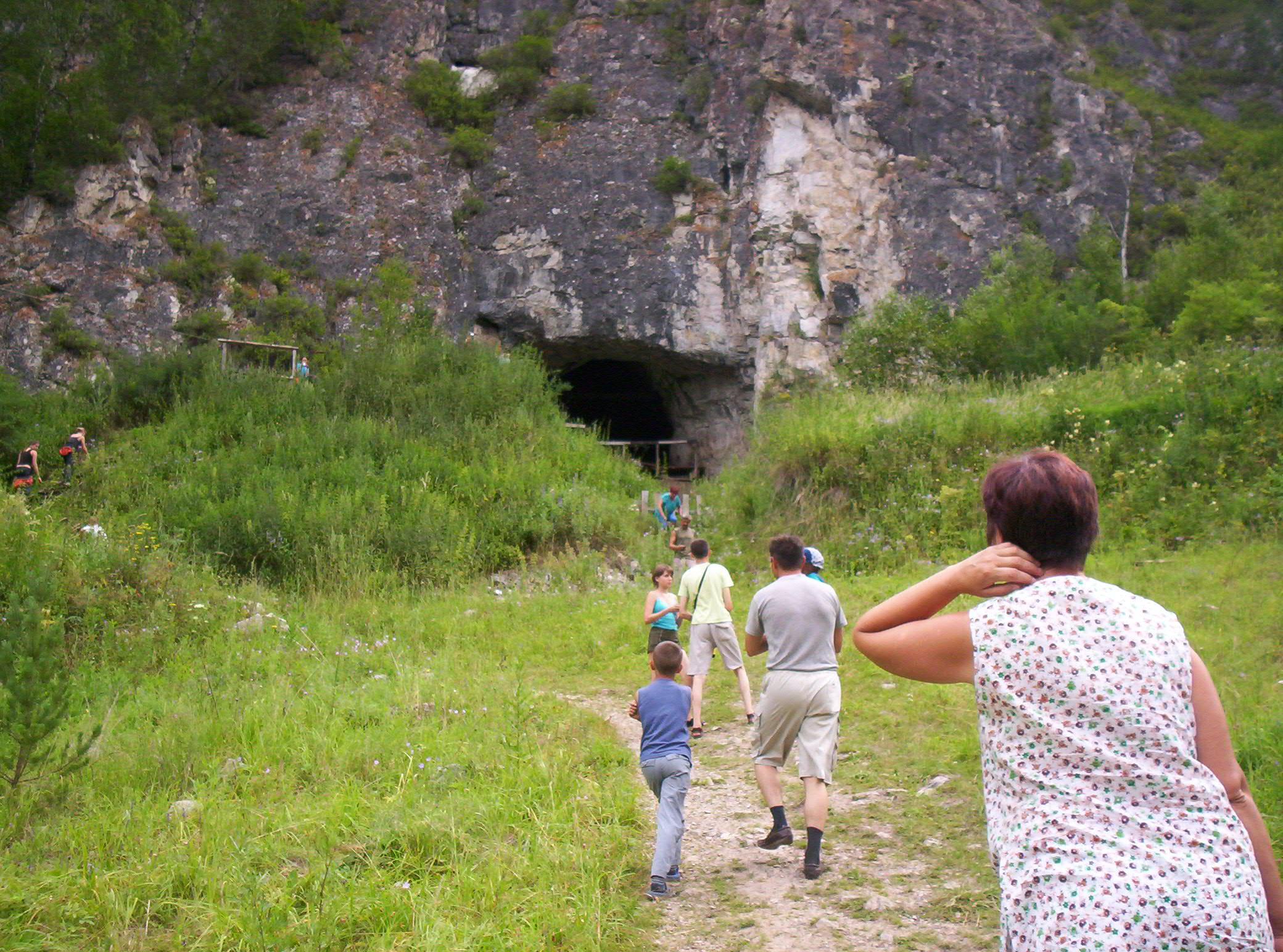
Touristes devant la grotte de Denisova.

La grotte de Denisova (en russe : Денисова пещера, Denisova pechtchera, litt. « grotte de Denis » en altaï méridional : Аю-Таш, Ayu Tash, litt. « roc de l'Ours »), formée de roches karstiques, est localisée près du village de Topolnoïe dans le raïon de Solonechnoïe au sein de la vallée de l'Anouï dans le kraï de l'Altaï, tout près de la frontière avec la république de l'Altaï, en Russie sibérienne.
La grotte se situe dans les monts Anouï dans l'Altaï, et elle est l'un des plus importants sites archéologiques de Sibérie et de l'Altaï. Le site est inscrit sur la liste indicative du patrimoine mondial par la Russie, et figure aux objets patrimoniaux culturels fédéraux du pays.
L'existence de la grotte de Denisova est connue depuis le XIXe siècle au moins, comme en témoigne un missionnaire qui cependant la juge inutile. Visitée par le peintre Nicolas Roerich en 1926, le caractère exceptionnel de la grotte n'est alors pas encore connu. L'archéologue soviétique Nikolaï Ovodov la fouille pour la première fois en 1977, et l'année suivante, un groupe d'archéologues dirigé par Alekseï Okladnikov l'examine. L'étude par la division sibérienne de l'Académie des sciences de Russie commence en 1982, et deux ans plus tard, deux dents sont trouvées. Présumées comme appartenant Homo sapiens, alors qu'une est celle d'un bovidé, l'autre est la première trace trouvée de l'Homme de Denisova. Depuis, d'autres restes ont été mis au jour, en particulier l'ADN mitochondrial en 2010, qui a révélé que l'Homme de Denisova était une espèce jusque-là inconnue.
L'occupation de la caverne est révélée par plus de 20 couches différentes. Elle débute il y a plus de 280 000 années AP, et s'étale à travers le Pléistocène et jusqu'à la fin du Moyen Âge.

## Situation et caractéristiques
La grotte de Denisova se situe dans le nord-ouest des monts Altaï en Sibérie méridionale, en Russie. Elle s'inscrit dans un ensemble composé de sites archéologiques parmi les plus réputés de Russie. Administrativement, elle se situe dans le  raïon de Solonechnoïe du kraï de l'Altaï, à 7 km au sud du village de Tog-Altaï. La capitale régionale, Barnaoul, se situe à 220 km au nord. Il faut cependant noter que le village le plus proche est Tchiorny Anouï (raïon d'Oust-Kan), à 5 km au sud, mais qui se situe dans la république de l'Altaï, la frontière entre le kraï et la république passant juste au sud de la grotte,.
Elle est située dans un grand bloc de calcaire du Silurien dans une falaise verticale orientée vers le sud-ouest, qui se trouve à environ 28 m au-dessus de la rive droite de la rivière Anouï. L'entrée de la grotte se trouve à environ 30 m au-dessus du niveau de l'Anouï. La grotte se compose de plusieurs galeries courtes, subhorizontales et légèrement inclinées partant d'une chambre centrale. La superficie totale de la grotte est de 270 m2, celle de la chambre centrale et de la galerie principale est de 120 m2, tandis que le volume total de la grotte est de 330 m3.
À l'origine, l'entrée elliptique était de 7 × 1,7 m, mais à la suite des travaux d'excavation et après avoir enlevé les dépôts meubles, la hauteur est passée à 6 m. L'entrée mène à la galerie principale, large d'environ 7 m et longue de 10, orientée au nord-ouest. Elle s'ouvre sur la chambre centrale (9 × 11 m), qui possède plafond en forme d'arc d'environ 10 m de haut. Trois autres galeries partent de la chambre centrale, avec une menant à la Terrace zone, de 9 × 4,5 m. Les deux autres galeries, vers l'est et le sud, sont étroites, sombres et remplies de roches karstiques et de sédiments.

## Dénomination
Il existe deux versions concernant l'origine du nom de la grotte. Selon la première, un vieux croyant nommé Dionysius (Дионисий) s'y serait installé pour mener une vie d'ermite, à la fin du XVIIIe siècle. Selon l'autre, elle se trouvait près des terres d'un berger nommé Denis (Денис), qui s’y serait réfugié un jour de mauvais temps.
La population autochtone, les Altaïens, de langue altaï, appelle la grotte Ayu-Tash (« Roc de l'ours »), nom qui vient d'une ancienne légende.

## Historique

### Période soviétique
La grotte de Denisova fut explorée pour la première fois dans les années 1970 par le paléontologue russe Nikolaï Ovodov qui cherchait des fossiles de canidés. L'étude par la division sibérienne de l'Académie des sciences de Russie commence en 1982, et deux ans plus tard, deux dents sont trouvées. Présumées comme appartenant à l'Homo sapiens, alors qu'une est celle d'un bovidé, l'autre est la première trace trouvée de l'Homme de Denisova.

### Années 2000 et 2010

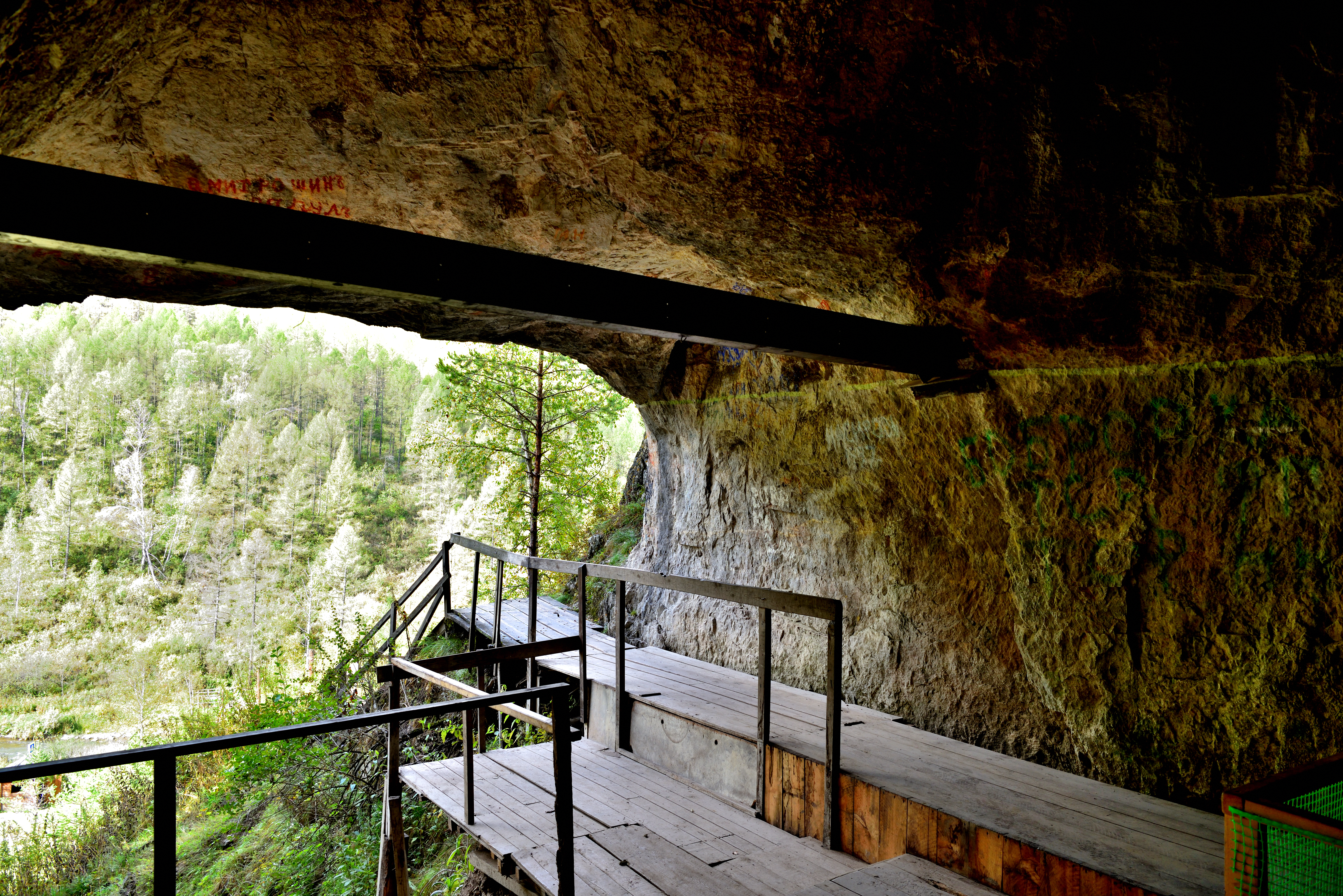
Entrée de la grotte.

En 2008, Mikhaïl Chounkov, de l'Académie des sciences de Russie, accompagné d'archéologues de l'Institut d'archéologie et d'ethnologie de Novossibirsk, explorèrent et fouillèrent la grotte. Ils trouvèrent la phalange d'auriculaire d'un humain juvénile de sexe féminin (connue comme la « femme X », en référence à la transmission matrilinéaire de l'ADN mitochondrial), puis ultérieurement un os d'orteil et deux dents dont une molaire.

Des objets (dont un bracelet) trouvés dans la grotte au même niveau que les fragments fossiles ont été datés par le carbone 14 entre 30 000 et 48 000 ans avant le présent. Des fouilles au début des années 2010 ont mis au jour des preuves d'une occupation intermittente remontant aux alentours de 125 000 ans. En 2019, une étude de chercheurs sur des fossiles estiment à 95,4% la probabilité que le site aurait été occupé il y a 195 000 ans par les Dénisoviens.

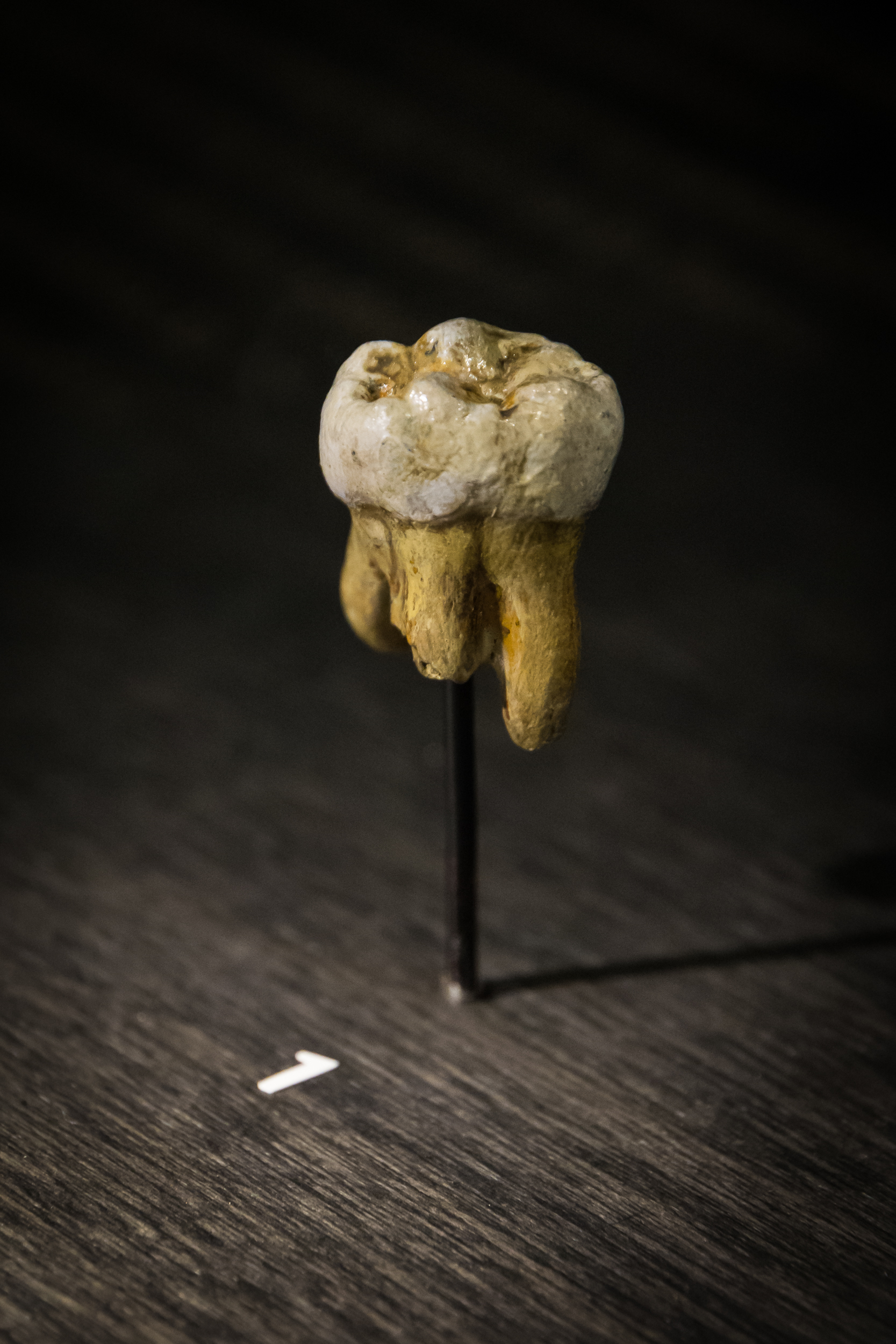
Réplique d'une molaire de l'Homme de Denisova découverte en 2008 dans la grotte.

### Années 2020
En 2020, de nouvelles découvertes ont été mises au jour : l'équipe de l'Institut d'archéologie et d'ethnographie de Novossibirsk travaillant dans les couches les plus basses de la grotte a trouvé deux dents - une dent de lait et une molaire - dans cette couche. La dent de lait découverte au bas de la couche daterait d'environ 250 000 ans et la molaire trouvée au sommet, elle, entre 170 000 à 190 000 ans. Les deux dents appartenaient à des Denisoviens.
Des chercheurs ont récemment réussi à analyser de l'ADN humain extrait d'un pendentif sur canine de cerf retrouvé dans la grotte et daté d'il y a 20 000 ans. Les résultats, publiés en 2023, ont permis d'établir que l'objet avait appartenu à une femme présentant des affinités avec un groupe d'individus ayant occupé l'Eurasie du Nord.
Une étude génétique parue en 2021 dans Nature a retracé l'habitat du site. Les Dénisoviens seraient les premiers occupants, il y a environ 250 000 ans, à une période relativement chaude, et vers 190 000 ans AP, le climat est devenu plus froid. Les Néandertaliens sont arrivés, les Dénisoviens ont temporairement disparu avant de revenir, se mêlant alors aux nouveaux arrivants. Les espèces se sont croisées, mais il est difficile de dire pendant combien de temps. Il y a 45 000 ans, l'Homo sapiens est parvenu sur le territoire, comme le prouvent des outils élaborés et plus récemment des traces d'ADN. À ce moment-là, l'Homme de Denisova a disparu de la grotte,.
En 2021, le site a été classé comme objet particulièrement précieux de Russie, liste très restreinte du patrimoine le plus exceptionnel de Russie.

## Vestiges fossiles

### Homme de Denisova
La grotte de Denisova est mondialement connue pour avoir été le lieu de découverte d'une nouvelle espèce humaine, Homo denisovensis (l'Homme de Denisova, ou Dénisovien), grâce à l'ADN extrait d'un morceau de phalange pesant moins de 40 mg. La conservation de l'ADN y est en effet exceptionnelle, en raison des températures perpétuellement négatives.

### Dennys
L’utilisation de l’empreinte digitale de masse peptidique, aussi appelée Zooarchéologie par spectrométrie de masse (ZooMS), pour l’identification des espèces a permis le tri de 2 315 fragments d’os non identifiés provenant de fouilles de 2012 ou 2014,. Un échantillon, DC1227 (Denisova 11), prélevé dans la couche 12 de la galerie Est, portait des traits humains. C’était la première fois que cette technique était utilisée pour identifier avec succès la présence d’une espèce humaine disparue. DC1227 était un fragment d'os pesant 1,68 g, mesurant une longueur maximale de 24,7 mm et une largeur maximale de 8,39 mm. Une analyse plus approfondie a montré que le fragment osseux contenait de l'ADN mitochondrial de Néandertal,.
Le séquençage du génome entier et d'autres caractérisations de Denisova, ont montré que ce spécimen appartenait à une jeune fille âgée d'au moins treize ans au moment de son décès. Denisova 11 s'est avérée être la progéniture hybride d'une mère néandertalienne et d'un père dénisovien. En comparant le génome entier à tous les génomes d'hominidés archaïques enregistrés, Denisova 11 partage la plus grande affinité génétique avec Denisova 3, indiquant que son père Denisovan est plus étroitement lié à Denisova 3 que sa mère ne l'était à aucun des Néandertaliens séquencés. Comme Denisova 3, ce père porte un ADN néandertalien introgressé provenant d'un événement de mélange lointain dans le passé, estimé à plus de 300 générations plus tôt, et similaire en séquence au génome du Néandertalien de l'Altaï. Cependant, la mère de Denisova 11 était génétiquement plus proche du spécimen néandertalien Vindija 33.19 de la grotte de Vindija en Croatie et d'autres individus néandertaliens séquencés que du Néandertalien de l'Altaï. Cela suggère une migration ou un renouvellement de population impliquant les populations néandertaliennes de la région entourant la grotte de Denisova,.

### Néandertalien de l'Altaï

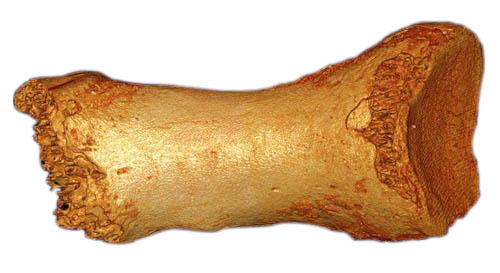
Orteil du néandertalien de l'Altaï.

En 2010, un os d'orteil a été découvert dans la grotte, dans la couche 11.4 de la galerie Est, et donc contemporain de l'os du doigt de Denisovan. La caractérisation préliminaire de l'ADN mitochondrial de l'os suggérait qu'il appartenait à un Néandertalien et non à un Dénisovien. Une analyse ultérieure a confirmé que l'os de l'orteil provenait d'un Néandertalien. Le premier génome à haute couverture des Néandertaliens a été extrait de cet os de l'orteil.
Cet Néandertalien est appelé Néandertalien de l'Altaï. L' âge de l'Homme néandertalien de l'Altaï est estimé à environ 120 000 ans. Les autres Néandertaliens pour lesquels l'ADN nucléaire a été récupéré sont tous génétiquement plus proches les uns des autres que de l'Homme de Néandertal de l'Altaï. Les humains modernes et l'homme d'Ust-Ishim partagent plus d'allèles avec tous les autres Néandertaliens qu'avec l'Homme néandertalien de l'Alta, ce qui montre que l événement d'introgression des Néandertaliens chez l'homme a probablement eu lieu après la séparation de la lignée de l'Homme néandertalien de l'Altaï de celle des autres Néandertaliens.

### Equus ovodovi
L'ADN a également été récupéré à partir d'un fossile équin, datant d'il y a environ 32 000 ans, prélevé dans la grotte de Denisova. Le fossile d'équidé a été identifié comme provenant d'Equus ovodovi, une espèce éteinte décrite pour la première fois sur la base d'un fossile vieux de 40 000 ans prélevé dans la grotte de Proskouriakova en Khakassie. L'ADN de l'échantillon de Denisova montre une étroite affinité avec celui prélevé dans la grotte de Proskouriakova.

### Autres ossements

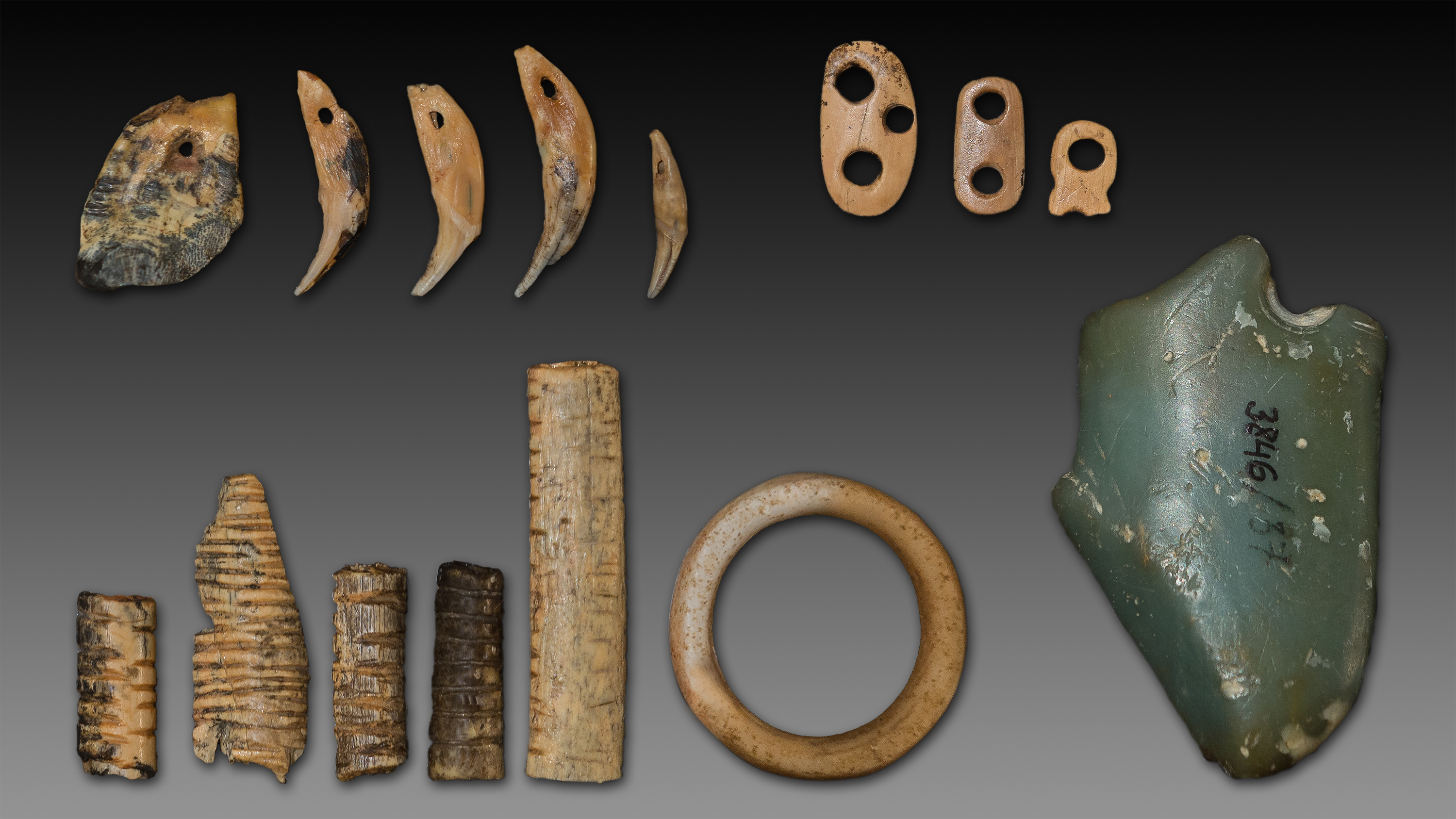
Artefacts découverts dans la grotte de Denisova.

Plus de 135 000 fragments osseux ont été mis au jour dans la grotte depuis 2008, mais la plupart (environ 95 %) sont trop petits pour être identifiés par inspection visuelle. Par contre leur ADN peut être analysé. Les fragments d'os humains ne sont que quelques-uns : une douzaine au total sur plus de 5 000 fragments analysés. Le tri a été rendu possible par la zooarchéologie par spectrométrie de masse, une analyse du collagène des os, rapide et peu destructrice.
Un des fragments provient de Denny, une jeune fille morte vers 13 ans, dont la mère était néandertalienne et le père dénisovien.